# Tillandsia brevilingua
Tillandsia brevilingua är en gräsväxtart som beskrevs av Carl Christian Mez. Tillandsia brevilingua ingår i släktet Tillandsia och familjen Bromeliaceae. Inga underarter finns listade i Catalogue of Life.